# Sagartiogeton verrilli
Sagartiogeton verrilli är en havsanemonart som beskrevs av Oscar Henrik Carlgren 1942. Sagartiogeton verrilli ingår i släktet Sagartiogeton och familjen Sagartiidae. Inga underarter finns listade i Catalogue of Life.